# ديزيري فيري
ديزيري فيري هو سياسي فرنسي، ولد في 26 أكتوبر 1886 في متز في فرنسا، وتوفي في 11 يناير 1940 في مورت وموزيل في فرنسا. نشط حزبياً في Republican Federation ‏. وقد انتخب نائب فرنسي.